# Moravice (Fluss)
Die Moravice (deutsch: Mohra) ist ein rechter Zufluss der Opava in Tschechien.
Sie entspringt am Hauptkamm des Altvatergebirges am südöstlichen Fuße der Vysoká hole (Hohe Heide, 1464 m). Ihre Quelle liegt in 1170 m ü. M. im Gletscherkar Velký Kotel (Großer Kessel). Auf ihrem Weg nach Südosten fließt die Moravice durch Karlov pod Pradědem und wendet sich in Malá Morávka nach Süden. Über Lesní Mlýn, Dolní Moravice, Malá Štáhle und Velká Štáhle führt der Lauf der Moravice ins Niedere Gesenke bis Břidličná, wo sie ihre Richtung nach Osten ändert. Zwischen Velká Štáhle und Valšov führt die Eisenbahnstrecke Bruntál–Rýmařov entlang der Moravice.
Zwischen den Orten Dolní Moravice und Malá Štáhle ist 1998 auf 41,98 Hektar das Naturreservat Niva Moravice ausgerufen worden. Die Flussmäander und die angrenzenden Feuchtwiesen liegen auf der mitteleuropäischen Hauptzugroute und bieten der Vogelwelt ein wichtiges Brut- und Rückzugsgebiet. So sind zum Beispiel der Wespenbussard, der Baumfalke, der Uhu und der  Wiedehopf hier anzutreffen.
- Talsperre Slezská Harta

Zwischen Nová Pláň, Roudno, Razová und Leskovec nad Moravicí entstand in den Jahren 1987 bis 1997 die Talsperre Slezská Harta. Sie dient der Trinkwasserversorgung von Ostrava und dem Hochwasserschutz. Ihr Damm befindet sich am Fuße des Berges Na Hartě (Hart, 577 m) und hat eine Höhe von 64,8 m und eine Länge von 540 m. Dabei wurden Teile von Nová Pláň, das Dorf Karlovec und mehrere Einschichten entlang des Flusses überflutet. Der Stausee wurde während des Sommerhochwassers von 1997 binnen einer Woche gefüllt.
- Talsperre Kružberk

Unterhalb der Staumauer liegen die Ansiedlungen Slezská Harta, Moravská Harta und Dvorecký Mlýn an der Moravice, die nun nach Südosten fließt und nach zwei Kilometern die Talsperre Kružberk erreicht. Die Pläne zur Errichtung dieser Talsperre mit einer Wasserfläche von 287 ha, die ebenfalls der Wasserversorgung von Ostrava dient, entstanden zwischen 1930 und 1932. Der Bau erfolgte zwischen 1948 und 1955. Die Dammhöhe beträgt 33 m, er besitzt eine Länge von 280 m.
Der Stausee Kružberk erstreckt sich auf einer Länge von 10 km und erreicht eine Tiefe von 31 m.
Am oberen Ende des Stausees liegen beiderseits die Reste der Burgen Medlice und Šternek. Im Zuge des Talsperrenbaus wurden die in der unmittelbaren Umgebung gelegenen Dörfer Medlice, Kerhartice und  Lesy abgerissen. Unterhalb des Dammes liegen die Kletterfelsen Cvičné skály.
Nachfolgend windet sich die Moravice in zahlreichen Flussschleifen in östliche Richtungen. Entlang des Flusses liegen die Orte Kružberk, Jánské Koupele, Mokřinky und Zálužné. Oberhalb von Podhradí wird die Moravice mittels eines Wehres im Ausgleichsspeicher Podhradí (Vyrovnávací nádrž Podhradí) erneut gestaut. Linksseitig über dem Tal liegt die Ruine der Burg Vikštejn.
Bei der Albrechtický mlýn (Olbersdorfer Mühle) verläuft linksseitig des Flusses der dreieinhalb Kilometer lange Weisshuhn-Kanal (Weisshuhnův kanál). Die für die Papierfabrik von Carl Weisshuhn in Žimrovice zwischen 1890 und 1891 erbaute Wasserleitung führt über zwei Aquädukte und durch drei Tunnel. Der Kanal ist noch voll betriebsfähig.
An Žimrovice vorbei schlängelt sich der Fluss schließlich nach Nordosten und erreicht über Hradec nad Moravicí, Branka u Opavy und Kylešovice östlich der Stadt Opava die Opava. Nach 100,5 km mündet die Moravice gegenüber von Malé Hoštice in 242 m ü. M. in die Opava. Das Einzugsgebiet der Moravice beträgt 899,9 km².

## Name
Der Fluss wird 1260 als Moraua erstmals schriftlich erwähnt. Der slawische Name Morava bedeutet „feuchte Wiese“.

## Zuflüsse
- Bělokamenný potok (Weißersteinfluss, l), Malá Morávka
- Rudný potok (r), Malá Morávka
- Mlýnský potok (Seifenbach, r), Lesní Mlýn
- Moravický potok (Kleinmohraubach, r), Dolní Moravice
- Podolský potok (Podolskybach, r), oberhalb Velká Štáhle
- Polička (Politzbach, r), Břidličná
- Lomnický potok (Tillendorfer Bach, r) bei Valšov
- Kočovský potok (Kriegsdorfer Bach, l) bei Valšov
- Mýdlový potok (r) bei Nová Pláň
- Černý potok (Schwarzbach, l), Talsperre Slezská Harta
- Volárenský potok (Ochsenbach, r), Talsperre Slezská Harta
- Razovský potok (Raasebach, l), Talsperre Slezská Harta
- Lesná (Kreibischbach, r), Moravská Harta
- Bílčický potok (Heidenpiltscher Bach, r), unterhalb Moravská Harta
- Lobník (Lobnig, r), Talsperre Kružberk
- Melčský potok (Ratkauer Bach, l), oberhalb der Albrechtický mlýn
- Meleček (Meleczekbach, l), Žimrovice
- Hradečná (Hradecznabach, r), Hradec nad Moravicí
- Hvozdnice (Hasnitz, l) oberhalb Kylešovice
- Maršovec  (r), bei Kylešovice

## Abflüsse
- Strouha (Struha), am Pulvermühlenwehr (Jaschkův jez) bei Kylešovice